# 盧卡斯·貝拉爾多
盧卡斯·洛佩斯·貝拉爾多（葡萄牙語：Lucas Lopes Beraldo，發音：[ˈlukaz beˈʁawdu]；2003年11月24日—），巴西足球運動員，司職中後衛和左後衛，現效力於法甲豪門巴黎聖日耳曼，巴西國家隊成員之一。

## 職業生涯

### 聖保羅
2022年5月26日，貝拉爾多代表聖保羅於南美球會盃一場1-0戰勝祕魯俱樂部阿亞庫喬的比賽中上演其生涯首秀。2023年9月24日，他贏得了在該俱樂部的第一座獎盃：巴西盃。

### 巴黎聖日耳曼
2024年1月1日，貝拉爾多加盟法甲巴黎聖日耳曼，轉會費用為兩千萬歐元，合約至2028年6月到期。兩天後，他在法國超級盃2-0戰勝土魯斯的比賽中替補上場，並隨即贏得他在該俱樂部的首次獎盃。
2024年3月13日，他在法國盃八強賽以3-1戰勝尼斯的比賽中攻入他的俱樂部首粒進球。4月21日，他在4-1大勝里昂的比賽中攻入他的法甲首粒進球。

## 國家隊生涯
貝拉爾多在擔任巴西國青隊時，曾是贏得2022年聖埃斯皮里圖20歲以下國際錦標賽的20歲以下球員之一。
2024年3月1日，貝拉爾多首次召入成年隊，參加對陣英格蘭和西班牙的友誼賽。他在3月23日的上一場比賽中上演首秀。

## 個人生活
貝拉爾多是前足球中後衛安德烈·貝拉爾多之子。

## 生涯統計

### 俱樂部
最後更新：2025年7月13日
| 俱樂部       | 賽季          | 聯賽     | 聯賽 | 聯賽 | 國家盃 | 國家盃 | 南美、歐陸 | 南美、歐陸 | 其他 | 其他 | 總計 | 總計 |
| 俱樂部       | 賽季          | 聯賽級別 | 出場 | 進球 | 出場   | 進球   | 出場       | 進球       | 出場 | 進球 | 出場 | 進球 |
| ------------ | ------------- | -------- | ---- | ---- | ------ | ------ | ---------- | ---------- | ---- | ---- | ---- | ---- |
| 聖保羅       | 2022年賽季    | 巴甲     | 3    | 0    | 0      | 0      | 1          | 0          | —    | —    | 4    | 0    |
| 聖保羅       | 2023年賽季    | 巴甲     | 24   | 1    | 8      | 0      | 7          | 0          | 9    | 0    | 48   | 1    |
| 聖保羅       | 總計          | 總計     | 27   | 1    | 8      | 0      | 8          | 0          | 9    | 0    | 52   | 1    |
| 巴黎聖日耳曼 | 2023—24年賽季 | 法甲     | 13   | 1    | 5      | 1      | 5          | 0          | 1    | 0    | 24   | 2    |
| 巴黎聖日耳曼 | 2024—25年賽季 | 法甲     | 25   | 1    | 4      | 0      | 4          | 0          | 5    | 0    | 35   | 1    |
| 巴黎聖日耳曼 | 總計          | 總計     | 38   | 2    | 9      | 1      | 9          | 0          | 3    | 0    | 59   | 3    |
| 生涯總計     | 生涯總計      | 生涯總計 | 65   | 3    | 17     | 1      | 17         | 0          | 12   | 0    | 111  | 4    |

1. 1 2  登場於南美球會盃
2. ↑  登場於巴西聖保羅州足球聯賽
3. 1 2  登場於歐洲冠軍聯賽
4. ↑  登場於法國超級盃
5. ↑  登場於世界俱樂部盃

### 國家隊
最後更新：2025年6月10日
| 國家隊 | 年分   | 出場 | 進球 |
| ------ | ------ | ---- | ---- |
| 巴西   | 2024年 | 3    | 0    |
| 巴西   | 2025年 | 1    | 0    |
| 總計   | 總計   | 4    | 0    |

## 榮譽
聖保羅
- 巴西盃：2023年（英语：2023 Copa do Brasil）[6]

巴黎聖日耳曼
- 法甲：2023—24年、[17]2024—25年[18]
- 法國盃：2023—24年（英语：2023–24 Coupe de France）、[19]2024—25年（英语：2024–25 Coupe de France）[20]
- 法國超級盃：2023年（英语：2023 Trophée des Champions）、[9]2024年（英语：2024 Trophée des Champions）[21]
- 歐洲冠軍聯賽：2024—25年[22]
- 世界俱樂部盃：2025年亞軍[23]

巴西U20
- 聖埃斯皮里圖州國際錦標賽：2022年[12]

個人榮譽
- 圓桌盃（英语：Troféu Mesa Redonda）：2023年[24]

## 外部連結
- Profile at the Paris Saint-Germain F.C. website
- 盧卡斯·貝拉爾多在（英文）
- 盧卡斯·貝拉爾多－UEFA國際賽競賽紀錄
- 盧卡斯·貝拉爾多的Instagram帳戶